# 三面村
三面村（みおもてむら）は、かつて新潟県岩船郡にあった村。

## 沿革
- 1901年（明治34年）11月1日 - 岩船郡新屋村、布部村が合併し、三面村が発足。
- 1954年（昭和29年）10月1日 - 岩船郡館腰村、高根村、猿沢村、塩野町村と合併し、朝日村となり消滅。